# Kisújbánya
Kisújbánya (németül Neuglashütte) üdülőfalu Baranya vármegyében, a Pécsi járásban.
Hosszúhetényhez tartozik, attól 5,5 km-re északra fekvő, nagyrészt erdészeti úton megközelíthető falu, a közel 9 kilométeres út megtétele nagyságrendileg fél óra autózás. (Parkoló van a falu elején, de behajtani tilos, kivéve lakóknak.) A legközelebbi szomszédja Óbánya, amely 3,5 km-re északkeletre található tőle. Óbánya csak gyalogosan, illetve lóháton érhető el, a legkényelmesebben a gyönyörű Óbányai-völgy patakmedre mellett sétálva. Odafelé kb. háromnegyed óra, visszafelé egy óra az út (mert Kisújbánya magasabban van, mint Óbánya) kényelmes tempóban.

## Fekvése
Kisújbánya a Kelet-Mecsek Tájvédelmi Körzet közepén, a festői szépségű Kisújbányai-medencében található. A Kelet-Mecsek hegy geometriai középpontjában körülbelül 460-480 méter magasan fekszik. A falun egy patak folyik keresztül, (mely a nyári kánikulában néha kiszárad) és több forrás is található a környéken. A patak kivételes természeti szépségű völgye a „magyar Svájcként” is emlegetett Óbányával köti össze a falut.   A falukép a klasszikus sváb parasztfalut jeleníti meg. Ezért itt nemcsak a szép táj gyönyörködtet, hanem a hagyományos sváb faluba tett időutazás is.
Lásd még: Kisújbánya a www.térképcentrum.hu térképén Archiválva 2007. október 1-i dátummal a Wayback Machine-ben

## Története
A falu 2012-ben ünnepelte fennállásnak 250. évfordulóját.
Miután az Óbánya környéki erdők kimerültek, a hutamester, Philipp Gasteiger új helyet keresett üveghutája számára. Legalkalmasabbnak erre a Csomor-völgy (a mai Kisújbánya területe) bizonyult, melynek használatára a pécsi püspökséggel kötött és 1761. október 21-én életbe lépett szerződés adott lehetőséget. A hutamester és üvegfúvói Morvaországból származó, németajkú emberek voltak, az egyéb feladatokat ellátó zsellérek valószínűleg Franken környéki bajor telepesek. A falut eredetileg Vitriaria Nova, Neue Glashütte (Új üveghuta) néven említették. Kápolnája Szent Márton tiszteletére épült 1794-ben. Kisújbánya lakói erdőirtás útján folytatták az üvegkészítést, akárcsak a szomszédos Óbánya és Pusztabánya üvegfúvói. (A Pusztabánya-dűlőben, a Hosszúheténybe vezető erdei út mentén több 18. századi üveghuta maradványa található.)
A kisújbányai üveghuta 1762-1784 között működött. Sváb lakói ezután elsősorban a hegyi jellegű tehéntartásból éltek, a szomszédos települések piacaira hordták a tejtermékeiket. Híres volt a klumpakészítéséről, a hazai klumpa faragás egyik fellegvár volt, ugyanis a jó minőségű hársfa a klumpafaragás egyik alapanyaga, a másik pedig a gyapjú zokni, melyet az egyik ős-birkafajta, a cikta szőréből készítettek. A falu templomát 1794-ben építették. A falu a Kisújbánya nevet a kiegyezés után kapta a Felvidéken található Újbányától való megkülönböztetésül.
A falu lakóit igen szerény életmód jellemezte a világtól eléggé elzárt erdei településen, az élet legtöbb területén önellátásra rendezkedtek be, maguk építették a ma is látható vályogházakat, szerszámaikat is maguk készítették még a 60-as években is. A helyi agyag kiváló építőípari alapanyag.
A szocializmus alatt a kistelepüléseket elsorvasztó állami politika Kisújbányát is majdnem eltüntette a föld színéről, mint néhány más baranyai kistelepülést. Az általános iskolát és a boltot felszámolták, közutat nem építettek (csak földutak voltak a lovaskocsiknak). A falu út és bolt hiányában elsorvadt, és a lehetetlen helyzetbe hozott német származású őslakosság elvándorlásra kényszerült. Az 1970-es évek elején a falu gyakorlatilag két év alatt néptelenedett el. A falucskát elhagyók közül sokan Hosszúhetényben építettek új otthont példamutató összefogással.
1978. december 31-én egyesítették Hosszúheténnyel.
Kisújbánya házait üdülőnek vették meg, főként városi emberek, nem ritkán a kommunista párt potentátjai. Az újdonsűlt nyaralótulajdonosok csak minimális erőforrást fordítottak a vályogházakra, melyek vizesedtek, dohosodtak. Ezért a rendszerváltásra az általános állapot leromlott - ekkor került a legtöbb ház új tulajdonosokhoz. Az üdülők tulajdonosai őrzik a hagyományos építészeti formákat, amire a tájvédelmi törvény, a településképi szabályozás egyaránt kötelezi őket. A faluban nincs térerő, nincs víz-, szennyvíz és gázellátás - telefonvonal és áramszolgáltatás azonban elérhető.
1988-ban megalakult a Kisújbányai Baráti Kör nevű civil szervezet, mely 2000 óta alapítványként működik.

## Demográfiája
1785-ben 190-en éltek a faluban. Ez a szám 1828-ra megduplázódott: az akkori 389 a falu ismert legnagyobb lélekszáma. 1941-ig 300 körüli volt a lélekszám, többnyire 300 felett, innentől azonban gyorsan csökkent és 1970-ben már csak 172 volt. A népesség nemzetiségi összetételéről 1880-tól vannak adatok: akkor 313 német lakott Kisújbányán és 8 magyar. A németek 1941-ben még túlnyomó többségben voltak (310-en 7 magyarral szemben). 1949-ben azonban csak 6 németet regisztráltak és 240 magyart, ami nyilvánvalóan csak úgy lehetett lehetséges, hogy az itt élő németek is szinte mind magyarnak vallották magukat. 1970-es években, a falu elnéptelenítésekor egy fő állandó lakója volt. Pár évtizedig üdülőfaluként működött, nem volt állandó lakó - de 1990-es évektől újra elkezdődött a benépesedése. Napjainkban, a 2020-as években is vannak állandó lakói, közel 10-12 házban, hozzávetőlegesen 20-25 fő - magyarok.

## Nevezetességei

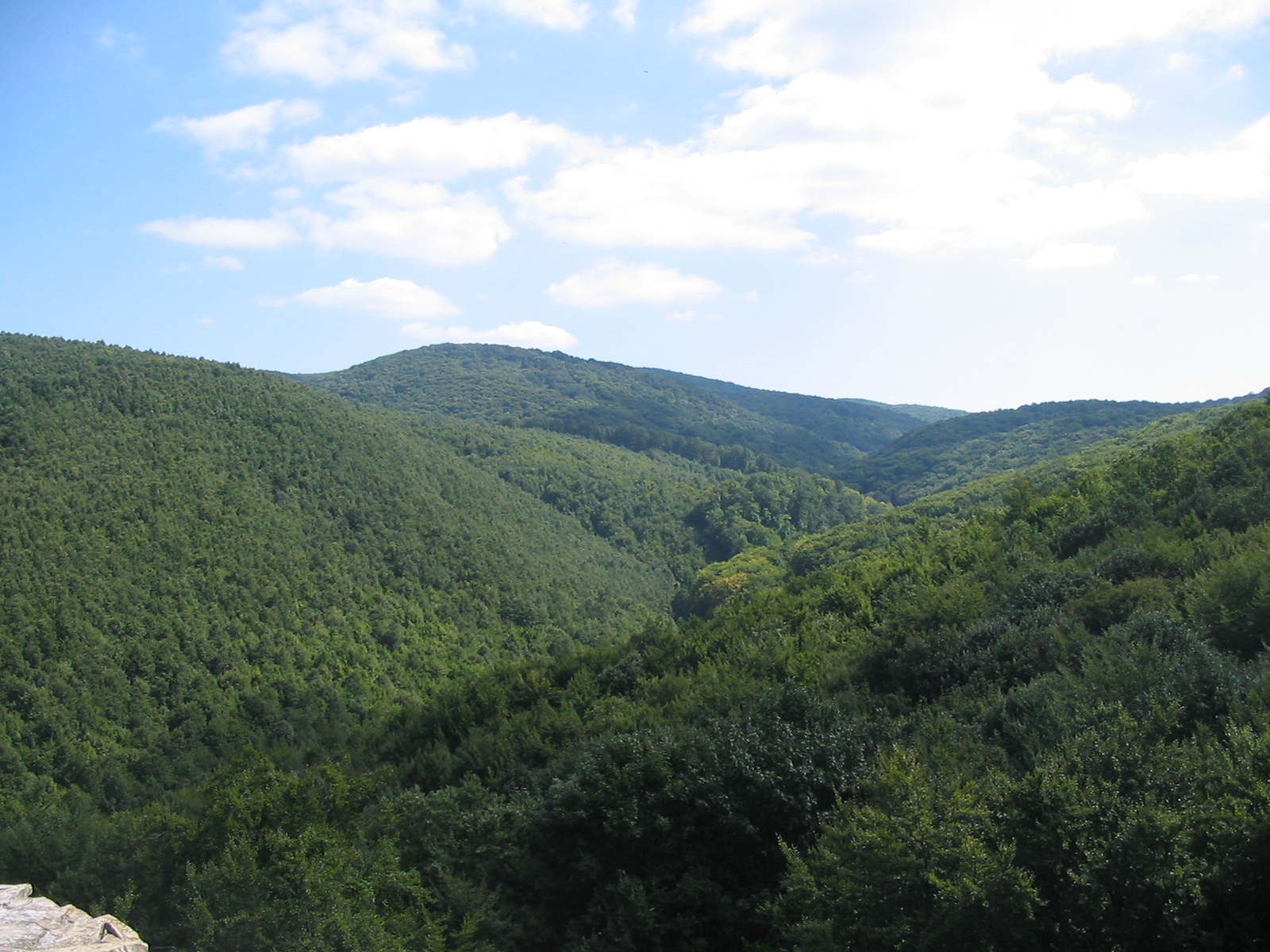
Mecseki tájkép Kisújbánya közelében

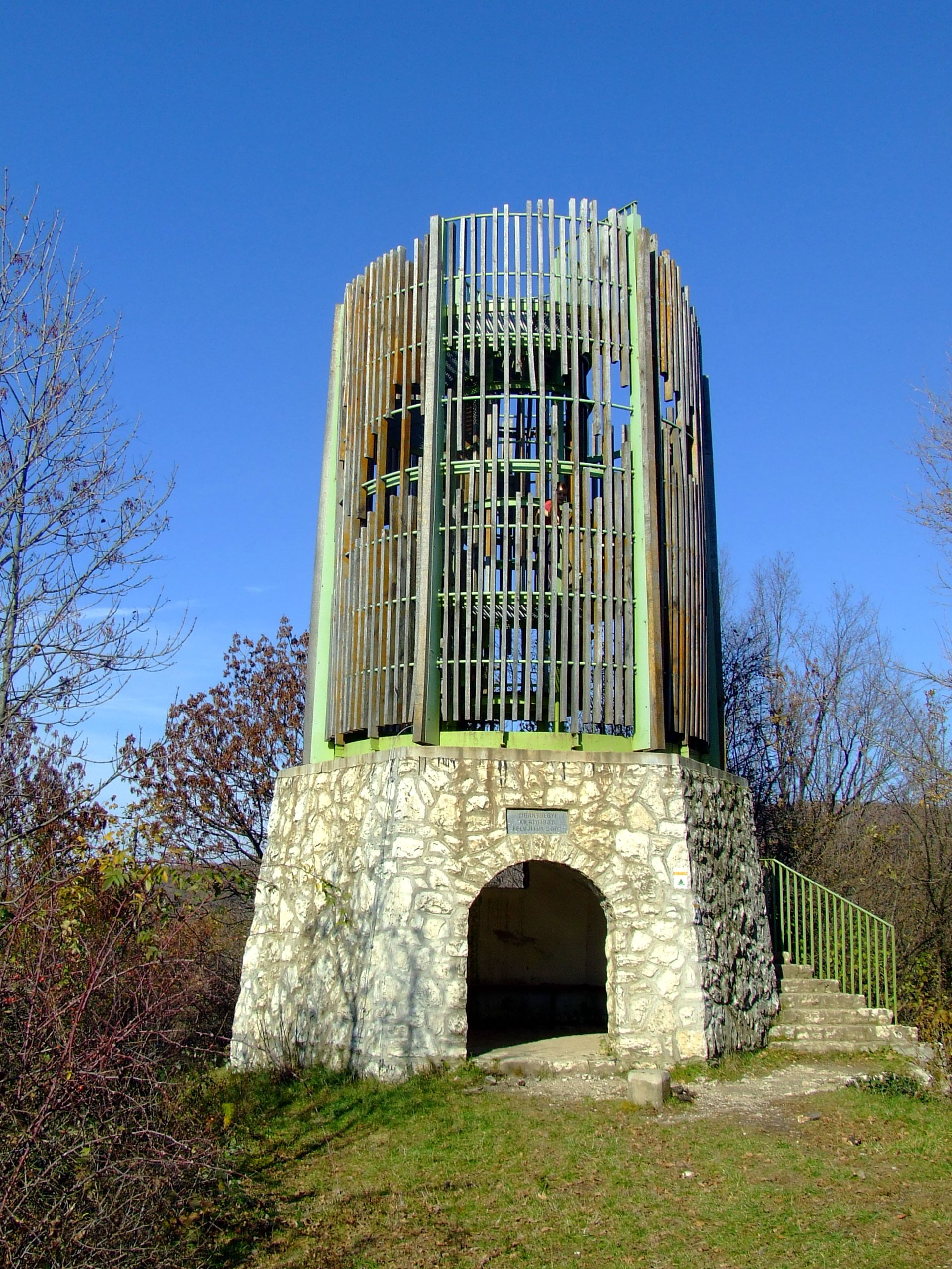
A Cigány-hegyi kilátó

- Római katolikus templom: A barokk templomot 1794-ben építették és Szent Márton püspöknek ajánlották. Jelenleg is évente 1-2 mise és néhány házasságkötés történik itt. A templomot és 1914-ben készült Angster orgonáját 2010-re adakozásból és önkormányzati pénzből felújították.[4]
- Heritesz Gábor Munkácsy-díjas szobrászművész „Kisújbányai asztal” című alkotása a falu főterén
- Bakó László szobrászművész Szent Márton szobra a falu Cigány-hegy felőli bejáratánál és Nepomuki Szent János szobra a főtér melletti patak hídján
- A Béke–forrás a falu közepén, az út mellett található, vizét a szomszédos házak hasznosítják. [halott link]
- Járgány: A járgányos cséplőgép Közép-Európa egyetlen működő ilyen berendezése, a fogaskerekes szerkezetet régebben körben járó állati erővel hajtották meg, és a cséplés, rostálás műveleteit egy ilyen központilag telepített közösségi gépen hajtották végre. Augusztus 20.-án jellemzően ünnepi alkalomból működésre bírják a helyeik. Jelenleg 3 berendezés látható: a járgány (erőgép), és az erre szíjhajtással csatlakozó cséplőgép és egy szélrosta.
- Temető a falu határában. Jelenleg temetés nem történik, a temető csodásan beerdősült.
- Cigány-hegyi kilátó (524 méter). Épült 1980-ban Buzás Endre földmérő tervei alapján, felújítva 2007-ben Ripszám István, a Mecseki Erdészeti Zrt. Pécsváradi Erdészet igazgatójának megbízásából, Ottó Gábor építészmérnök tervei alapján.
- Turistaút Óbánya felé. A Kisújbánya és Óbánya közötti erdei ösvény a Keleti-Mecsek egyik legszebb túraútja. Természeti képződmények: Tündérlépcső, más néven Ferde-vízesés (a hegyi patak vízeséssé szélesedő szakasza), Csepegő szikla (mohával borított barlangüregek, a falaikból előtörő forrásvízzel). Fontos megemlíteni a Bodzás- más néven Noémi forrást.
- Anna-pihenő a közeli erdőben. Virág Ferenc pécsi püspök építtette.
- Rövid gyalogtúra innen Pusztabányára a feltárt 18. századi üvegfúvó kemencékhez (az egyik működőképes).
- Rövid túra a helyreállított középkori Márévárba.

## Dűlőnevek
Néhány kisújbányai dűlőnév: Arnold Mil (az "Arnold-Mühle" – a. m. Arnold-malom – német megnevezésből, ami az egykor ott állott malomra utal), Cigány-hegy, Kőhegy, Mészégető, Mészkemence, Misla-lik, Miske tető, Ördög-högy, Öregszőlő, Piros-högy.